# Jacob Lungi Sørensen
Jacob Lungi Sørensen (* 3. März 1998) ist ein dänischer Fußballspieler. Er spielt seit 2020 beim englischen Verein Norwich City. Zudem war er Nachwuchsnationalspieler von Dänemark.

## Karriere

### Verein

#### Jacob Lungi Sørensen in Esbjerg
Jacob Lungi Sørensen, dessen Vater Lars Fußballtrainer ist und selbst Fußball gespielt hatte, trat bis zum Jahr 2008 in Esbjerg beim Amateurklub SGI gegen den Ball, bevor er innerhalb der Stadt in die Fußballschule von Esbjerg fB („Akademi“) wechselte. Nach seinem Einsatz beim 5:0-Auswärtssieg am 31. August 2016 im dänischen Pokal gegen den Amateurklub Haarby/Flemløse, wo ihm ein Tor gelang, kam er am 1. Dezember 2016 im Alter von 18 Jahren zu seinem ersten Einsatz in der Superliga, als er beim 1:0-Auswärtssieg gegen Odense BK in der Nachspielzeit für Robin Söder eingewechselt wurde. Nachdem Esbjerg fB in den Play-offs gegen den AC Horsens ausgeschieden war, mussten sie in die 1. Division absteigen, doch bereits ein Jahr später gelang der direkte Wiederaufstieg. Da war Jacob Lungi Sørensen nun Stammspieler und trug mit einem Tor in 29 Einsätzen (abgesehen von einem Spiel stand er in jeder Partie in der Startformation) zum zweiten Platz bei, der zur Teilnahme zur Relegation berechtigte, wobei Esbjerg fB dort sich gegen Silkeborg IF durchsetzen konnte. Nach dem Wiederaufstieg qualifizierte sich der Klub aus Esbjerg für die zweite Qualifikationsrunde zur UEFA Europa League, in der die Dänen gegen den belarussischen Vertreter FK Schachzjor Salihorsk ausschieden. Die Saison 2019/20 war die letzte Saison von Jacob Lungi Sørensen und auch hier war er nicht aus der Stammelf der Esbjerger wegzudenken.

#### Aus Dänemark nach England zu Norwich City
Im Juli 2020 wechselte Jacob Lungi Sørensen nach England zum Zweitligisten und Premier-League-Absteiger Norwich City. Er unterschrieb einen Dreijahresvertrag. Nach anfänglichen Schwierigkeiten erkämpfte er sich einen Stammplatz und wurde dabei überwiegend als linker Außenverteidiger eingesetzt, gegen Ende der Saison auch als defensiver Mittelfeldspieler. Mit den Canaries gelang Lungi Sørensen zum Ende der Saison die direkte Rückkehr in die Premier League.

### Nationalmannschaft
Nach zwei Einsätzen für die U18 von Dänemark im Jahr 2015 sowie sechs Partien für die U20-Nationalmannschaft von 2017 bis 2019 ist Jacob Lungi Sørensen gegenwärtig U21-Nationalspieler Dänemarks. Bereits am 14. November 2018 lief er zum ersten Mal für die U21 der Dänen auf, als er bei der 1:4-Niederlage im Testspiel in Logroño gegen Spanien in der 60. Minute für Oliver Abildgaard eingewechselt wurde.